# Oneraria
Dans la Rome antique, on appelait « navis oneraria » (du latin onus, oneris: fardeau ; en grec ancien : στρογγύλη ναῦς, πλοῖον φορτικόν) un bâtiment employé comme transport pour accompagner une flotte, ou comme navire marchand pour transporter des denrées, des marchandises, soit toute espèce de fret.  Il mesurait de 20  à   30 m de long et de 8  à   10 m de large en moyenne. Les Romains mesuraient la capacité de ces bateaux en amphores ; les épaves qu'on a pu trouver avaient une contenance moyenne de 3 000 à 4 000 amphores.

## Description
C'était un navire lourdement construit, à quille ronde, et en général ponté d'un bout à l'autre, sans éperon en fer à l'avant (rostre), et qui ne marchait qu'à la voile, sans rames ni avirons. Le navire était souvent orné d’une figure de poupe en forme de cygne. Le pilote (gubernator) s'y abritait dans une tente. Au milieu du pont s’élevait le grand mât (malus), qui soutenait la voile principale, de forme rectangulaire ou trapézoïdale. À l’avant du navire se trouvait une voile d'artimon, plus petite. On estime que ces bateaux avaient une vitesse de cinq nœuds.